# Henri Gallice
Henri Gallice (1853-1930) fue un empresario y coleccionista francés. Fue uno de los fundadores de la Association Viticole Champenoise, de la que fue presidente en dos ocasiones: 1907-1913 y 1920-1928.
En 1877, a la muerte de su tío Charles Perrier, se puso al frente la bodega Perrier-Jouët, que bajo su dirección se convirtió en una de las grandes marcas de champán. En 1907 adquirió el periódico local Le Vigneron champenois.

## Aficiones
Fue una apasionado coleccionista, bibliófilo venatorio y editor de textos medievales. A su muerte toda su biblioteca de caza pasó, según parece, a formar parte de la de Marcel Jeanson. Recorriendo los catálogos de venta de este, sería fácil reconstruir su colección, ya que los catálogos suelen indicar la procedencia y los ejemplares suelen estar marcados con los ex libris correspondientes.

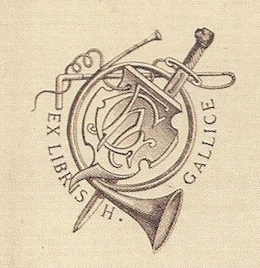
Ex libris de H. Gallice

Además de coleccionar libros de caza, publicó algunos de ellos como Les Meuttes et veneries de Jean de Ligniville y L'Art d'Archerie un pequeño tratadito sobre el manejo del arco inglés que se publicó en 1506. La edición de Gallice la tradujo H. Walrond al inglés.,